# Municipio de Union (condado de Nodaway)
El municipio de Union (en inglés: Union Township) es un municipio ubicado en el condado de Nodaway en el estado estadounidense de Misuri. En el año 2010 tenía una población de 476 habitantes y una densidad poblacional de 3,87 personas por km².

## Geografía
El municipio de Union se encuentra ubicado en las coordenadas 40°28′12″N 94°49′58″O / 40.47000, -94.83278. Según la Oficina del Censo de los Estados Unidos, el municipio tiene una superficie total de 122.87 km², de la cual 122,73 km² corresponden a tierra firme y (0,12 %) 0,15 km² es agua.

## Demografía
Según el censo de 2010, había 476 personas residiendo en el municipio de Union. La densidad de población era de 3,87 hab./km². De los 476 habitantes, el municipio de Union estaba compuesto por el 99,16 % blancos, el 0,21 % eran asiáticos y el 0,63 % eran de una mezcla de razas. Del total de la población el 0 % eran hispanos o latinos de cualquier raza.